# リバーリトリート雅樂倶
リバーリトリート雅樂俱（リバーリトリートがらく、英称： River Retreat Garaku）は、2000年5月にオープンした富山県富山市春日温泉郷にあるリゾートホテル。神通峡が目の前の風光明媚な立地。現在25室の客室、和洋2つのレストラン、和風洋風2つの温泉施設、カフェ＆バー、ショップ、茶室、SPA等の施設がある。館内および敷地内に300点のアートも展示しており「川のほとり、アートの宿」がコンセプト。富山市の樂翠亭美術館、魚津市のホテルグランミラージュは姉妹館。

## 概要
建物は石崎産業（現・アイザック）の関連会社、アイエス総合開発株式会社が勤労者保養センター『越中』の建物を全面改築したもので、鉄骨地上3階建てである。
客室は各室とも趣が違い、美術館、フレンチ懐石のレストラン、温泉の露天風呂などが揃い、神通峡の景観を取り込んだ『いやしの空間』をうたっている。

## 施設
本館
- 客室17室
- レストラン「トレゾニエ」
- カフェ「リヴィエール」
- バー「ミレニアム」
- バンケットホール「風恋花」　最大60名利用可能
- ショップ
- サブロビー
- 茶室「無私庵」「巍邦軒」
- 和風大浴場「湯どころ」 温石ルーム
- ミュージックボックス「ふるら」
- リラクゼーションスペース

新館
- 客室8室
- 和食レストラン「和彩膳所 樂味」
- セラピールーム「りふれ」
- 大浴場「スプリング デイ スパ」

- リラクゼーションルーム「はなだま」
- 多目的ホール「朱砂」　最大48名利用可能
- ライブラリー
- メインロビー

## 温泉成分
- 源泉名 ： 春日温泉3号井、4号井
- 泉質 ： ナトリウム塩化物泉
- 泉温 ： 3号井 / 45℃、4号井 / 71.9℃
- 効能 ： 神経痛、筋肉痛、関節痛、五十肩等々
- 加温等 ： 加温有、加水有、循環ろ過方式

## 沿革
- 2000年（平成12年）5月11日 本館グランドオープン （和洋17室、収容人数76人）[1][2]
- 2001年（平成13年）5月1日 アロマルームオープン
- 2001年（平成13年）5月12日 茶室「無私庵」「巍邦軒」オープン
- 2005年（平成17年）11月9日 建築家・内藤廣設計の新館ANNEXオープン（8室）[3]
- 2009年（平成21年）10月 本館会議室を客室308号室「影向の間」にリニューアル
- 2010年（平成22年）2月本館1階「4tｈミュージアム」をカフェ「リヴィエール」にリニューアル
- 2010年（平成22年）3月本館305号室「鶯の間」306号室「くりの間」307号室「あやめの間」全面リニューアルオープン
- 2014年（平成26年）5月22日 レストラン「レヴォ」オープン
- 2015年（平成27年）3月14日 北陸新幹線開通に伴い提携タクシー優待送迎やシャトルバスでの無料送迎がスタート
- 2015年（平成27年）4月1日 本館302号室「風の間」本館303号室「月の間」全面リニューアルオープン
- 2017年（平成29年）4月1日 本館301号室「胡蝶の間」全面リニューアルオープン
- 2017年（平成29年）7月7日 神通川に面する中庭を佐々木葉二設計、植彌加藤造園施工でリニューアルオープン

## 評価
- 2015年（平成27年） - 楽天トラベルアワード　北陸地区プレミアム部門　お客さまの声大賞
- 2016年（平成28年） - 楽天トラベルアワード　北陸地区プレミアム部門　お客さまの声大賞
- 2016年（平成28年） - ミシュランガイドブック2016石川・富山版にて「最上級の快適」を表す4レッドパビリオンを獲得
- 2016年（平成28年） - 週刊ダイヤモンド「ニッポンのリゾート総合&満足度ランキング全国8位

## 周辺
- JR高山線 笹津駅 車で5分
- 富山きときと空港 車で20分
- 北陸自動車道 富山インターチェンジ 車で20分